# راینر
راینر (پرتغالی: Rhayner؛ زادهٔ ۵ سپتامبر ۱۹۹۰) بازیکن فوتبال اهل برزیل است.
از باشگاه‌هایی که در آن بازی کرده‌است می‌توان به باشگاه ورزشی باهیا، باشگاه فوتبال فیگیرنسه، باشگاه ورزشی ویتوریا، باشگاه فوتبال فلومیننزه، باشگاه فوتبال پونته پرتا، و باشگاه فوتبال نائوچیکو اشاره کرد.